# Liste des abbesses de Notre-Dame de Beaumont-lès-Tours
| - Marie-Agnès de Virieu-Beauvoir, dernière abbesse. - Blason de l'abbaye de Beaumont. |

Cet article dresse la liste des abbesses de l'abbaye Notre-Dame de Beaumont-lès-Tours.

## Liste des abbesses
Cette liste est donnée à titre indicatif, les historiens ayant étudié le sujet ne s'accordant pas sur le nombre d'abbesses et leur identité. Jean-Louis Chalmel indique, sans plus de détails, que Beaumont a connu 37 abbesses depuis Hersande jusqu'à Marie-Agnès de Virieu. Jacques-Xavier Carré de Busserolle fournit une chronologie détaillée de 43 noms, à partir de laquelle la liste qui suit est élaborée alors qu'un catalogue d'exposition paru en 1995 réduit ce nombre à 42. La chronologie du XIe au XIIIe siècle est incertaine ; les sources utilisées par les auteurs sont d'ailleurs contradictoires, incomplètes ou erronées.

### Abbesses régulières
| Début de l'abbatiat | Fin de l'abbatiat | Abbesse                                              | Notes |
| 1002                | ?                 | Hersande                                             | Première abbesse de Beaumont.                                                                                |
| ?                   | ?                 | Adeline                                              | Citée en 1070.                                                                                               |
| ?                   | ?                 | Triphone                                             | Morte vers 1090.                                                                                             |
| ?                   | 1108              | Arduisa                                              | |
| 1108                | 1119              | Hildeburge                                           | |
| 1119                | 1148              | Fenicia                                              | |
| 1150                | 1155              | Ainordis (ou Aanorde, Ainorde)                       | Obtient du pape Eugène III, en 1150, une bulle confirmant tous les privilèges jusque là accordés à l'abbaye. |
| ?                   | ?                 | Maria I                                              | Citée en 1160.                                                                                               |
| 1169                | 1198              | Hermangarde (ou Armeniarde) de Montloué (ou Montloë) | |
| ?                   | ?                 | Hermangarde de La Motte                              | Citée en 1198. Cette abbesse pourrait être la même que la précédente.                                        |
| 1200                | 1208              | Haremburge de Marnes                                 | |
| 1208                | 1230              | Mabille                                              | |
| ?                   | 1243              | Jeanne                                               | Citée en 1234, morte en 1243.                                                                                |
| ?                   | 1256              | Mathilde Savary de Montbazon                         | Sœur de Pierre Savary, seigneur de Montbazon, morte en 1256.                                                 |
| 1261                | ?                 | Cécile (ou Cécille, Sézille)                         | Citée en 1270.                                                                                               |
| ?                   | 1295              | Jeanne II de Bréhémont                               | Citée en 1282, morte en 1295.                                                                                |
| 1295                | 1299              | Agnès III de L'Île                                   | Morte en 1299.                                                                                               |
| 1299                | 1306              | Marguerite de La Rajace                              | Morte le 1er mai 1306.                                                                                       |
| 1306                | 1313              | Agnès II (ou Aélis) Viole                            | |
| 1313                | ?                 | Marthe d'Andigné                                     | |
| ?                   | 1346              | Alix                                                 | Morte en 1346.                                                                                               |
| 1346                | 1371              | Philippe (ou Philippa) de Rillé                      | Morte le 16 septembre 1371.                                                                                  |
| 1371                | 1390              | Jeanne III de Maillé                                 | Élue le 22 septembre 1371, morte en 1390.                                                                    |
| ?                   | 1415              | Marie II de Launay                                   | Morte le 25 juillet 1415.                                                                                    |
| 1415                | 1415              | Jeanne IV de Launay                                  | Élue le 20 août 1415.                                                                                        |
| 1415                | 1456              | Lubine d'Alionnard                                   | Morte à Beaumont le 29 décembre 1456.                                                                        |
| 1457                | 1469              | Élisabeth de Villeblanche                            | Élue le 27 janvier 1457, morte à Beaumont le 26 octobre 1469.                                                |

### Abbesses commendataires
| Début de l'abbatiat | Fin de l'abbatiat | Abbesse                                | Notes |
| 1470                | 1490              | Catherine de Commiers                  | Première abbesse commendataire, morte à Beaumont le 20 décembre 1490. Elle est en même temps prieure de l'abbaye cistercienne de Moncé, près d'Amboise, partageant son temps entre les deux établissements. |
| 1491                | 1501              | Jeanne de Viau                         | Nommée le 2 janvier 1491, morte à Beaumont le 30 octobre 1501. |
| 1501                | 1519              | Jacqueline de Rorthays (ou Rorthais)   | Résigne en 1519 en faveur de la suivante et meurt en 1520. |
| 1519                | 1554              | Françoise de Marafin                   | Nièce de la précédente, morte à Beaumont le 1er avril 1554. |
| 1554                | 1572              | Charlotte de La Trémoille              | Religieuse de l'abbaye de Fontevraud, morte à Beaumont le 10 juillet 1572. |
| 1572                | 1574              |                                        | Vacance de la charge d'abbesse. |
| 1574                | 1577              | Madeleine Babou de La Bourdaisière     | Morte à Beaumont le 17 juillet 1577. |
| 1577                | 1582              | Louise de Bueil                        | Morte le 1er octobre 1582 au château familial de la Marchère (Chemillé-sur-Dême). |
| 1583                | 1613              | Anne Babou de La Bourdaisière          | Sœur cadette de Madeleine, réforme la règle des moniales de Beaumont et rattache définitivement l'abbaye à l'archevêché. Morte le 8 novembre 1613. |
| 1614                | 1614              | Marie de Beauvilliers                  | Nièce de la précédente, résigne en faveur de la suivante le 25 octobre 1614 après six mois d'abbatiat. pendant cette période, elle cumule cette charge avec celle d'abbesse de Montmartre qu'elle assume depuis 1598. |
| 1614                | 1647              | Anne II Babou de La Bourdaisière       | Cousine et filleule de la précédente, morte à Beaumont le 13 janvier 1647. |
| 1647                | 1669              | Marie-Anne de Cochefilet de Vaucelas   | Filleule de la reine Anne d'Autriche qui la nomme abbesse de Beaumont alors qu'elle exerce la régence. Elle fait réaliser la grande allée plantée d'arbres au milieu des marécages reliant la porte Saint-Éloi de Tours à celle de l'abbaye et transforme son logis abbatial en infirmerie. En 1669, elle prend la charge d'abbesse de Saint-Corentin.                              |
| 1669                | 1689              | Anne Berthe de Béthune                 | Fille d'Hippolyte de Béthune, nomme le chapelain et directeur de l'abbaye, curé de la paroisse de Notre-Dame de l'Écrignole. Abbesse de Saint-Corentin de 1659 à 1669, date à laquelle elle permute avec la précédente. Morte à Beaumont le 27 novembre 1689. |
| 1689                | 1733              | Gabrielle de Rochechouart de Mortemart | Nièce de Madame de Montespan, morte le 24 octobre 1733. |
| 1733                | 1772              | Henriette-Louise de Bourbon-Condé      | Dite « Mademoiselle de Vermandois ». Élevée à l'abbaye de Fontevraud, elle refuse d'épouser le jeune Louis XV et prend l'habit à Beaumont le 14 janvier 1727. Elle fait réaliser sur ses fonds propres, outre une terrasse sur le site de l'abbaye, la levée de terre de Rochepinard qui protège le sud de la ville des inondations du Cher. Morte à Beaumont le 19 septembre 1772. |
| 1772                | 1786              | Jeanne-Baptiste-Nicole de La Guiche    | Nommée abbesse de l'abbaye de Saint-Amand (Rouen) en 1786. |
| 1786                | 1790              | Marie-Agnès de Virieu Beauvoir         | Dernière abbesse de Beaumont. Morte à Tours le 30 juillet 1831. |